# 橋頭駅 (遼寧省)
橋頭駅（きょうとうえき）は中華人民共和国遼寧省本渓市平山区にある、中国鉄路総公司（CR）瀋丹線の駅。1905年に開業。瀋陽駅から97km、丹東駅から173kmの位置にある。瀋陽鉄道局所属の四等駅に設定されている。

## 駅周辺
- 興隆村文化大院
- 本渓市四海気体廠
- 細河

## 隣の駅
中国国鉄
瀋丹線
橋北駅 - 橋頭駅 - 金坑駅